# Heinz Lazek
Heinrich „Heinz“ Lazek (* 17. Oktober 1911 in Wien; † 26. Juli 1986 ebenda) war ein österreichischer Boxer und Europameister im Halbschwer- und Schwergewicht.

## Boxkarriere
Der Linksausleger wurde bei den Amateuren 1931 Österreichischer Meister im Halbschwergewicht und wechselte anschließend ins Profilager. In seinen ersten 26 Kämpfen, ging er 25-mal als Sieger hervor, wobei er sich auch gegen den schwedischen Europameister John Andersson sowie den olympischen Silbermedaillengewinner Luigi Rovati aus Italien durchsetzen konnte und auch den Österreichischen Meistertitel im Schwergewicht erkämpfte. Seine bis dahin einzige Niederlage erlitt er gegen den dreifachen EM- und WM-Herausforderer Adolf Witt aus Deutschland.
Am 17. September 1935 gewann er in Wien die Europameisterschaft der EBU im Halbschwergewicht gegen den Italiener Preciso Merlo, der in seinem letzten Kampf Adolf Witt besiegt hatte. In seiner ersten Titelverteidigung besiegte er den Niederländer Rienus De Boer, der den Kampf nach der fünften Runde aufgab. Nach einer weiteren Titelverteidigung durch technischen K. o. gegen den Französischen Meister Emile Ollive, boxte er am 1. September 1936 in Wien um die Weltmeisterschaft gegen den Deutschen Gustave Roth, unterlag diesem jedoch über 15 Runden nach Punkten.
In seinen nächsten neun Kämpfen blieb er wieder ungeschlagen und qualifizierte sich für einen erneuten EBU-EM-Kampf, diesmal im Schwergewicht. Er konnte sich dabei gegen Arno Kölblin aus Deutschland durchsetzen, verlor jedoch in einem anschließenden Nichttitelkampf nach Punkten gegen Walter Neusel. Diesen besiegte er jedoch in einer anschließenden EM-Titelverteidigung. Weiters konnte er seinen Gürtel gegen Sante De Leo und Karel Sys verteidigen.
Am 17. März 1939 verlor er erstmals vorzeitig durch K. o. und damit auch den EM-Titel an den Deutschen Adolf Heuser. Im November musste er zudem eine Punktniederlage gegen Arno Kölblin hinnehmen.
Am 3. November 1940 gewann er auch den Titel eines Deutschen Meisters im Schwergewicht, nachdem er erneut Walter Neusel besiegen konnte. Anschließend schlug er erneut Preciso Merlo und Walter Neusel, zudem konnte er ein Unentschieden gegen Adolf Heuser erreichen. In einem dritten Aufeinandertreffen, verlor er erneut durch K. o. gegen Heuser und beendete seine Karriere nach zwei weiteren Niederlagen gegen Olle Tandberg und Josef Weidinger im September 1950.

## Weiteres
Lazek war mit einer Jüdin liiert und bekam ein Kind mit ihr. Durch Vorsprache des Boxers Max Schmeling blieb ihm jedoch eine Gefängnisstrafe wegen „Rassenschande“ erspart und er wurde stattdessen 1942 zur Wehrmacht eingezogen, in der er bis Kriegsende diente.
Seine Tochter Dorli wurde 1961 zur Miss Austria gewählt.
1995 wurde der Heinz-Lazek-Weg in Wien-Donaustadt nach ihm benannt.
Sein Grab befindet sich am Dornbacher Friedhof in Hernals.